# Joan Berenguer de Masdovelles
Joan Berenguer de Masdovelles (Arbós (provincia de Tarragona) ? - 1476) fue un poeta renacentista en lengua catalana.
Era sobrino del también poeta Guillem de Masdovelles de quien heredó los derechos sobre la población de Arbós. En 1460, a causa de una revuelta popular, se vio obligado a abandonar el pueblo y refugiarse en Tarragona. Durante la guerra civil catalana, Masdovelles se mostró partidario del rey Juan II. Como premio a esta fidelidad, el rey le devolvió los dominios sobre Arbós, localidad en la que residió hasta su muerte.
Participó en diversos concursos literarios organizados en Barcelona. Se conservan 180 poemas de su autoría, escritos entre 1440 y 1475, lo que le convierte en el autor catalán medieval con mayor obra conservada. Los poemas están recogidos en un cancionero que el propio autor recopiló durante el segundo tercio del siglo XV. El manuscrito original se conserva en la Biblioteca de Cataluña. 
Los asuntos tratados por Masdovelles son variados y van desde lo religioso a lo político pasando por los temas amorosos. En los poemas de temática política, el autor realiza alusiones directas a personajes de la época como los reyes o Álvaro de Luna. Los temas religiosos y morales constituyen la parte más destacada de la obra de Masdovelles. Son importantes también los debates que mantuvo con diversos personajes, entre ellos su tío, su hermano Pere Joan o con el también poeta Lluís de Requesens. 
De entre los poemas conservados destaca el dedicado a Guerau de Cervelló, así como una serie de malditos escrita en un tono vigoroso. Algunas de sus composiciones están escritas en catalán, dejando a un lado el occitano. Masdovellas tradujo al catalán una poesía que su tío Guillem había escrito en occitano. 